# 1965年查戈斯群岛从毛里求斯分裂的法律后果
《1965年查戈斯群岛从毛里求斯分裂的法律后果》（英語：Legal Consequences of the Separation of the Chagos Archipelago from Mauritius in 1965）是国际法院应联合国大会要求就查戈斯群岛主权争端发表的咨询意见。法院以13比1的多数判定英国1965年将殖民地查戈斯群岛从毛里求斯其他地区分离出来的做法是非法的，法院认为英国有义务“尽快结束对查戈斯群岛的管理”。

## 请求
2017年6月23日，联合国大会投票赞成将毛里求斯与英国之间的领土争端提交国际法院，以澄清印度洋查戈斯群岛的法律地位。该动议以94票赞成、15票反对的多数票获得通过。

## 结果
2019年5月22日，联合国大会以116票对6票（澳大利亚、匈牙利、以色列、马尔代夫、英国、美国反对；56票弃权）通过第73/295号决议，对国际法院的咨询意见表示欢迎。英国下议院于2019年7月3日审议了该决议，当时负责欧洲和北美事务的国务大臣阿蘭·鄧肯表示：“英国仍致力于通过直接双边对话寻求解决与毛里求斯的双边主权争端”。